# Verhnie Vîsoțke, Turka
Verhnie Vîsoțke (în ucraineană Верхнє Висоцьке) este o comună în raionul Turka, regiunea Liov, Ucraina, formată numai din satul de reședință.

## Demografie
Componența lingvistică a comunei Verhnie Vîsoțke
     Ucraineană (99,81%)
     Alte limbi (0,19%)
Conform recensământului din 2001, majoritatea populației comunei Verhnie Vîsoțke era vorbitoare de ucraineană (99,81%), existând în minoritate și vorbitori de alte limbi.